# كويزي قصير
كويزي قصير (الاسم العلمي: Cantharellus humilis) هو نوع من الفطريات يتبع جنس الكويزي من فصيلة الكويزية.